# 78 Ursae Majoris
78 Ursa Majoris (78 UMa) è una stella binaria che si trova a 83 anni luce di distanza dal sistema solare, situata nella costellazione dell'Orsa Maggiore.
Il sistema fa parte dell'associazione dell'Orsa Maggiore, un gruppo di stelle con un'origine e un moto comune nello spazio. Le due componenti, rispettivamente di classe F2V e G6V, hanno rispettivamente una magnitudine apparente di 5,02 e 7,88.

## Caratteristiche del sistema
La componente più massiccia è una stella di sequenza principale di tipo spettrale F2 con una massa 1,4 volte quella del Sole, mentre la secondaria, di classe G6V, ha una massa dell'83% di quella della nostra stella. I raggi delle componenti sono rispettivamente 1,5 e 0,9 volte quelli del Sole mentre il periodo orbitale del sistema è di 106 anni. La distanza tra le due stelle è mediamente di 31 UA, ma avendo un'alta eccentricità orbitale la loro distanza varia da un minimo di 18 a un massimo di 49 UA.
Il sistema si trova particolarmente vicino ad Alioth, che si trova ad appena 1,4 anni luce di distanza; si è ipotizzato anche che ci potesse essere un legame fisico tra Alioth e 78 Ursae Majoris; tuttavia l'influenza delle altre stelle dell'associazione probabilmente non permetterebbe di mantenere un'orbita stabile tra Alioth e 78 UMa.

### Il cielo visto da 78 Ursae Majoris
Certamente il cielo visto da una delle due componenti del sistema sarebbe particolarmente brillante: dalla secondaria, la principale brillerebbe di magnitudine -21, e Alioth sarebbe ben più luminosa di Venere visto dalla Terra, con una magnitudine di -6,9. Mizar, a 6 anni luce, sarebbe comunque luminosa quanto Venere, e particolarmente luminose sarebbero altre stelle dell'associazione dell'Orsa Maggiore, come Alcor (-1,88), Phecda e Megrez, luminose quanto Sirio visto dalla Terra, HD 115043, una stella simile al Sole che ad appena 2,7 a.l. di distanza brillerebbe di magnitudine -0,64. Anche altre stelle dell'Orsa Maggiore non legate all'associazione sarebbero comunque più vicine rispetto a quanto non lo siano alla Terra. Alkaid e Merak brillerebbero di magnitudine -1,1 e -0,3, mentre Dubhe, con una magnitudine di -0,2, eguaglierebbe Canopo, che sarebbe così solo la decima stella più brillante vista da una delle componenti di 78 Ursae Majoris.